# Venus Versus Virus
《Venus Versus Virus 除魔維納斯》（日语：ヴィーナス ヴァーサス ヴァイアラス）是鈴見敦的日本漫畫作品。於月刊電擊COMIC gao!（MediaWorks）2005年開始至2008年結束連載。單行本全8冊。
2007年改編為電視動畫。動畫版從2007年1月11日到3月29日開始在日本地區播映。

## 故事簡介
鷹花堇是個可以見到幽靈的少女，有一天晚上當她要從校舍回到宿舍時，有一枚胸針刺中了她的手指，後來看到了「魔人」。突然地，一位穿著哥德蘿莉塔裝的少女名橋露琪亞，拿出一把巨大的槍並且解決了「魔人」，後來那位少女給了一張古董店「Venus Vangand」的傳單。 當堇參觀商店時當他說出她看到「魔人」的時候，那位少女說出她名字後，並解釋堇為何被胸針刺中後可以看到魔人。後來露琪亞要堇幫助她驅逐在這個世界所有的魔人。

## 登場人物
注意：本表中文譯名部分並非官方版本，而是網路上約定俗成的稱法。
名橋露琪亞（配音員：高垣彩陽）
古董店「Venus Vangand」的店長。本行是接受擁有「視力」的人的委託，打倒魔人並獲取報酬的「退治屋」。當初只把堇所擁有的強大「視力」當作誘餌看待。後來見識到她的能力之後，變成跟她合作尋找其他的魔人。露琪亞天生就具有「視力」，左眼平常戴著總一郎特製的眼罩。遇到總一郎之前，周圍的人都叫她詛咒的小孩，因此憎恨自己的左眼與魔人。在左手臂上從親生父親繼承了所有的屬性的痣。15歲就有吸煙的習慣。（在動畫版裡並沒有描寫出來。）
鷹花堇（配音員：茅原實里）
私立銀女學院中等部的學生。一開始住在學校的宿舍。從很久以前就可以看到像幽靈的東西，後來被露琪亞的胸針刺中而得到了「視力」，因此成為魔人的目標，後來被露琪亞救出來後要求報酬66萬日圓的費用，而到露琪亞的店幫忙，成為引誘魔人的誘餌。將魔人引誘過來的時候，受到了對魔人用子彈的影響，而產生變化瞬間殺了魔人的本體（本人並未察覺）。後來決定留在露琪亞身邊。
名橋總一郎（配音員：小杉十郎太）
露琪亞的養父。研究魔人與對付魔人用武器。在海外留學研究惡魔學的時候認識露琪亞的父母。
蘿拉（配音員：辻步美）
總一郎的師傅的孫女。在總一郎到露琪亞祖國的時候，由於總一郎的推薦而過來幫忙。擁有製造武器的實力，馬上修理了堇的手鐲。由於她喜歡吃巧克力，而拿著用巧克力製作的武器。和萊拉的模樣十分相似。在動畫版一開始就登場，漫畫版第3集之後才登場。與萊拉的關係不明，不過在動畫稱為「沒有靈魂的雙胞胎人偶」。
莉莉絲（配音員：山崎和佳奈）
露琪亞的母親。原本持有著特殊的碎片，被利薛夫奪走後殺害。在動畫版跟露琪亞一樣擁有所有的屬性的痣。
利薛夫（配音員：浪川大輔）
露琪亞的親生父親。為了尋求世界的真理，想要救助即將滅亡的世界，由於某種特殊的理由而變成魔人。奪走莉莉絲的碎片之後就不見蹤影。跟露琪亞一樣兩隻眼睛的顏色不同。
三雲音音（配音員：野川櫻）
堇的表姊。銀女學院高等部的學生。
三雲理久（配音員：平田宏美）
音音的弟弟，是個小學生。喜歡堇。
草薙與識（配音員：古島清孝）
隔壁鎮的高中生，常常到公園的溜滑梯裡讀書。擁有「視力」，是堇所喜歡的人，當他被魔人襲擊的時候堇決定要奮戰到底。
美佳（配音員：三宅華也）
堇的朋友。非常喜歡玩弄堇。自稱是個少女看穿了堇的戀愛心。便當總是放了三層奶油泡芙。
京子（配音員：下屋則子）
堇的朋友。被露卡利用她的身體，醒來之後沒有那時候的記憶。
靜（配音員：足立友）
堇的朋友。平時與美佳和京子在一起。
苑果（配音員：森澤芙美）
指揮著魔人並且下達著命令的神秘的女性，對堇有興趣。在城鎮裡散播下等階層的魔人，並奪走擁有「視力」的人的「真實之力」。
露卡（配音員：伊月唯）
苑果的屬下。利用雷電的力量可以自由移轉到別人的身體裡。趁機轉移到堇的同班同學京子的身體，潛入露琪亞的店裡去。她雖然不是魔人，但是被她攻擊到人會變成魔人。
賈伊（配音員：陶山章央）
苑果的屬下。個性輕率。
萊拉（配音員：辻步美）
苑果的屬下。沒有接到任何命令就與堇接觸，雖然相當隨便但會確實地執行任務。和蘿拉的模樣十分相似。平常帶著金平糖。

## 出版書籍
| 卷數 | MediaWorks     | MediaWorks             | 台灣角川       | 台灣角川               |
| 卷數 | 發售日期       | ISBN                   | 發售日期       | ISBN                   |
| ---- | -------------- | ---------------------- | -------------- | ---------------------- |
| 1    | 2006年1月15日  | ISBN 4-8402-3291-1     | 2006年11月21日 | ISBN 986-174-192-5     |
| 2    | 2006年5月15日  | ISBN 4-8402-3440-X     | 2006年12月13日 | ISBN 978-986-174-274-8 |
| 3    | 2006年11月15日 | ISBN 4-8402-3628-3     | 2007年3月14日  | ISBN 978-986-174-322-6 |
| 4    | 2007年2月15日  | ISBN 978-4-8402-3744-4 | 2007年7月31日  | ISBN 978-986-174-406-3 |
| 5    | 2007年5月15日  | ISBN 978-4-8402-3867-0 | 2007年11月20日 | ISBN 978-986-174-531-2 |
| 6    | 2007年12月15日 | ISBN 978-4-8402-4133-5 | 2008年8月1日   | ISBN 978-986-174-738-5 |
| 7    | 2008年3月27日  | ISBN 978-4-8402-4247-9 | 2009年3月5日   | ISBN 978-986-174-990-7 |
| 8    | 2008年7月26日  | ISBN 978-4-04-867316-7 | 2009年7月24日  | ISBN 978-986-237-187-9 |

## 電視動畫

### 製作團隊
- 監督 - 木村真一郎
- 系列構成 - 山田靖智
- 人物設計 - 安形佳己
- 美術監督 - 土師勝弘
- 色彩設計 - 宮川貴江
- 撮影監督 - 渡邊宣之
- 編輯 - 森田清次
- 音樂 - 七瀬光
- 音響監督 - 岩浪美和
- 動畫製作人 - 山崎成人
- 製作人 - 田邉里英、中村伸一、金庭こず恵、斉藤公一、小池克実
- 動畫製作 - 雲雀工作室
- 製作協力 - 波麗佳音、Movic、Sony PCL、Lantis
- 製作 - Venus Vanguard製作委員會、TBS

### 主題曲
片頭曲《Bravin' Bad Brew》
作詞 - 畑亜貴 / 作曲・編曲 - 上松範康 / 歌 - Riryka
片尾曲《至純の残酷》
作詞・作曲・編曲 - 橘尭葉 / 歌 - 妖精帝國

### 各話列表
| 話數 | 日文標題 | 中文標題   | 腳本       | 分鏡         | 演出       | 作畫監督                                  | 總作畫監督          |
| ---- | -------- | ---------- | ---------- | ------------ | ---------- | ----------------------------------------- | ------------------- |
| 1    |          | 藍色的邀請 | 山田靖智   | 木村真一郎   | 左藤洋二   | 安形佳己、渡邊真由美 岩佐とも子、山門郁夫 | 安形佳己            |
| 2    |          | 敬畏的世界 | 大久保智康 | 上原秀明     | サトウ光敏 | 巌上鎔、高成雲 山門郁夫                   | 岩佐とも子          |
| 3    |          | 委託的情形 | 鴻野貴光   | 木村真一郎   | 左藤洋二   | 山田勝、山門郁夫                          | 安形佳己            |
| 4    |          | 頭昏的相遇 | 山田靖智   | 大平ひろし   | 井草かほる | 桜井木の実、山門郁夫                      | 岩佐とも子          |
| 5    |          | 遙遠的使者 | 大久保智康 | 谷塚上アツヤ | 池田重隆   | 張誠浩、山門郁夫                          | 安形佳己 岩佐とも子 |
| 6    |          | 苦澀的損害 | 鴻野貴光   | 猫部那智子   | 左藤洋二   | 山形孝二、山門郁夫 猫部那智子             | 岩佐とも子          |
| 7    |          | 深刻的思想 | 山田靖智   | 木村真一郎   | 岡崎幸男   | 森川均、山門郁夫 岩佐とも子               | 安形佳己            |
| 8    |          | 黑暗的願望 | 大久保智康 | 西澤きぬこ   | サトウ光敏 | 張誠浩、山門郁夫                          | 安形佳己 岩佐とも子 |
| 9    |          | 甜蜜的氣味 | 鴻野貴光   | 上原秀明     | 剛田隼人   | 山形孝二、山門郁夫                        | 安形佳己            |
| 10   |          | 誤會的目標 | 鴻野貴光   | 岡本英樹     | 中村圭三   | 宇都木勇、梶浦紳一郎                      | 岩佐とも子          |
| 11   |          | 犧牲的殺機 | 大久保智康 | 池田重隆     | 池田重隆   | 張誠浩、山門郁夫                          | 安形佳己 岩佐とも子 |
| 12   |          | 白色的未來 | 山田靖智   | 木村真一郎   | 木村真一郎 | 中野彰子、山形孝二 山門郁夫、森川均       | 安形佳己 岩佐とも子 |

※各話的假名6文字皆以的形式作為組合。

### 播放電視台
日本深夜動畫：下文記載的日本国内播放時間使用日本標準時間（UTC+9）表示。因為部分時間标识會採用30小时制，因此請留意这类超过24:00的时间，其實際播放時間為翌日清晨。
| 播放地區   | 播放電視台   | 播放日期                | 播放時間             | 聯播網         | 備註       |
| ---------- | ------------ | ----------------------- | -------------------- | -------------- | ---------- |
| 關東廣域圈 | 東京放送     | 2007年1月11日 - 3月29日 | 星期四 25:55 - 26:25 | TBS系列        | 製作電視台 |
| 日本全域   | BS-i         | 2007年1月24日 - 4月11日 | 星期三 26:00 - 26:30 | TBS系列 BS放送 |            |
| 京都府     | KBS京都      | 2007年1月25日 - 4月12日 | 星期四 25:30 - 26:00 | 獨立UHF局      |            |
| 中京廣域圈 | 中部日本放送 | 2007年1月26日 - 4月13日 | 星期五 27:10 - 27:40 | TBS系列        |            |

## 廣播劇CD
第一卷廣播劇CD《Venus Versus Virus》於2006年10月25日由Frontier Works發售。

### 配音員
- 名橋露琪亞：生天目仁美
- 鷹花堇：佐藤利奈
- 名橋總一郎：大木民夫
- 美佳：野中藍
- 京子：加藤英美里
- 靜：阪田佳代
- 米妮莉雅：甲斐田裕子

## 外部連結
- （日語）Venus Versus Virus動畫版官方網站 （页面存档备份，存于）